# Furio Cicogna
Furio Giuseppe Mario Cicogna (Asti, 21 giugno 1891 – Milano, 26 dicembre 1975) fu un imprenditore e uomo d'affari italiano attivo nel settore tessile; in ambito industriale fu dirigente della Bombrini e Parodi e poi della Châtillon, nonché fondatore della STAR - Stampa Tessuti Artistici (1935) e della filiale italiana della Meyercord (1957).
Fu anche, nel secondo dopoguerra, presidente di Confindustria.
In ambito sportivo fu, altresì, presidente del club di rugby dell'Amatori Milano dal 1935 al 1937 e consigliere della Federazione Italiana Rugby, della quale divenne presidente nel 1941.
Al suo nome fu intitolato a lungo il campionato giovanile italiano di rugby, noto all'epoca come Coppa Cicogna.

## Biografia

Dopo la laurea in Scienze economiche e commerciali, lavorò alla Bombrini e Parodi nel 1913 e poi nel 1921 alle Manifatture Cotoniere Meridionali.
Entrò poi nella Châtillon, dapprima come amministratore delegato e poi come presidente. A seguito della crisi mondiale del 1929, che fece sentire i suoi effetti su un'industria tradizionalmente rivolta all'esportazione e della crisi finanziaria della Banca commerciale, Cicogna avvia un ampio programma di risanamento dell'azienda e di razionalizzazione della filiera produttiva, perseguita soprattutto attraverso la chiusura degli impianti inefficienti e la concentrazione della produzione in quelli più avanzati tecnologicamente. Gli effetti della ristrutturazione non si fanno attendere e già nel 1934 l'azienda torna in utile. Nello stesso anno Cicogna riesce ad ottenere dall'Istituto mobiliare italiano (Imi) un finanziamento di 30 milioni, che permette alla società di acquistare i macchinari necessari per la fabbricazione di nuovi prodotti come il fiocco di rayon e la lana artificiale (lanital).
Nel corso degli anni trenta, dunque, Cicogna è uno dei protagonisti della ristrutturazione dell'industria italiana delle fibre artificiali e tra la fine degli anni Quaranta e l'inizio degli anni Cinquanta mette in atto una strategia di diversificazione produttiva, iniziando la produzione di rayon per pneumatici e di prodotti petrolchimici per l'industria tessile e conciaria, e soprattutto avviando la sperimentazione sulle fibre sintetiche. L'interesse per queste ultime lo spinge a entrare con decisione nel settore industriale chimico con l'acquisto, nel 1952, di metà del pacchetto azionario dell'azienda chimica Acsa e con la firma di un accordo con la Montecatini per l'utilizzo di brevetti per la produzione di filati e fibre poliammidiche, che inizia nel 1954.
Cicogna, che nel 1957 assume anche la presidenza della Châtillon, può così procedere alla realizzazione dei nuovi programmi di potenziamento degli impianti per la produzione di fiocco di rayon e di fibre sintetiche.
Svolge un importante ruolo nelle associazioni degli imprenditori: dal 1955 è presidente di Assolombarda e dal febbraio 1961 di Confindustria, e in questa veste l'anno successivo si oppone con forza al progetto governativo di nazionalizzazione dell'energia elettrica, criticando aspramente il crescente intervento dello Stato nell'economia. Nonostante la sconfitta subita con l'approvazione della legge di nazionalizzazione dell'industria elettrica nel novembre del 1962, Cicogna viene confermato alla guida della Confindustria nel febbraio del 1963. Fu poi presidente dell'associazione dei cavalieri del lavoro.
Si occupò anche di istituzioni nel campo culturale e benefico: presidente della Bocconi che portò a livello di fama internazionale, e presidente dell'ospizio Sacra Famiglia di Cesano Boscone. Fondò la Casa dello studente italiano presso la città              universitaria di Parigi. Come industriale fondò la Stampa Tessuti Artistici di Oltrona San Mamette per la produzione di seterie stampate di pregio, e Mizar, azienda tessile con sede a Busto Arsizio.